# Martine Ohr
Martine Ohr (Den Helder, 11 de junio de 1964) es una exjugadora neerlandesa de hockey sobre césped.

## Trayectoria
Ohr debutó en la selección de Países Bajos en 1983. Tuvo su debut olímpico en Los Ángeles 1984, donde obtuvo la primera medalla de oro para su selección. En los Juegos Olímpicos de Seúl 1988 venció a Reino Unido en el partido por el tercer lugar y consiguió la medalla de bronce.